# Evesham
Evesham (/ˈivʃəm/, /ˈivɪʃəm/ o /ˈisəm/) es una ciudad de mercado rural y una parroquia en el Distrito de Autoridad Local de Wychavon (condado de Worcestershire, Inglaterra, Reino Unido). Se encuentra situada  equidistantemente de Worcester, Cheltenham y Stratford-upon-Avon. Evesham se localiza en el valle de Evesham, una zona que comprende la llanura de inundación del río Avon, y que una vez fue un núcleo importante de horticultura. El centro de la población, situado en un meandro del río, padece regularmente severas inundaciones. Las de 2007 fueron las más graves de la historia registrada.

## Historia
La población fue fundada a principios del siglo VIII, en las inmediaciones de la Abadía de Evesham, que llegó a ser una de las mayores de Europa, pero fue destruida durante la disolución de los monasterios en 1540, de modo que únicamente se mantiene el campanario del abad Lichfield. En el siglo XIII una de las principales batallas de la segunda guerra de los Barones de Inglaterra tuvo lugar cerca de la ciudad, y en ella se decidió la victoria del entonces príncipe Eduardo, más tarde el rey Eduardo I de Inglaterra.
Los últimos años de su vida el pianista y compositor Muzio Clementi vivió en Evesham.

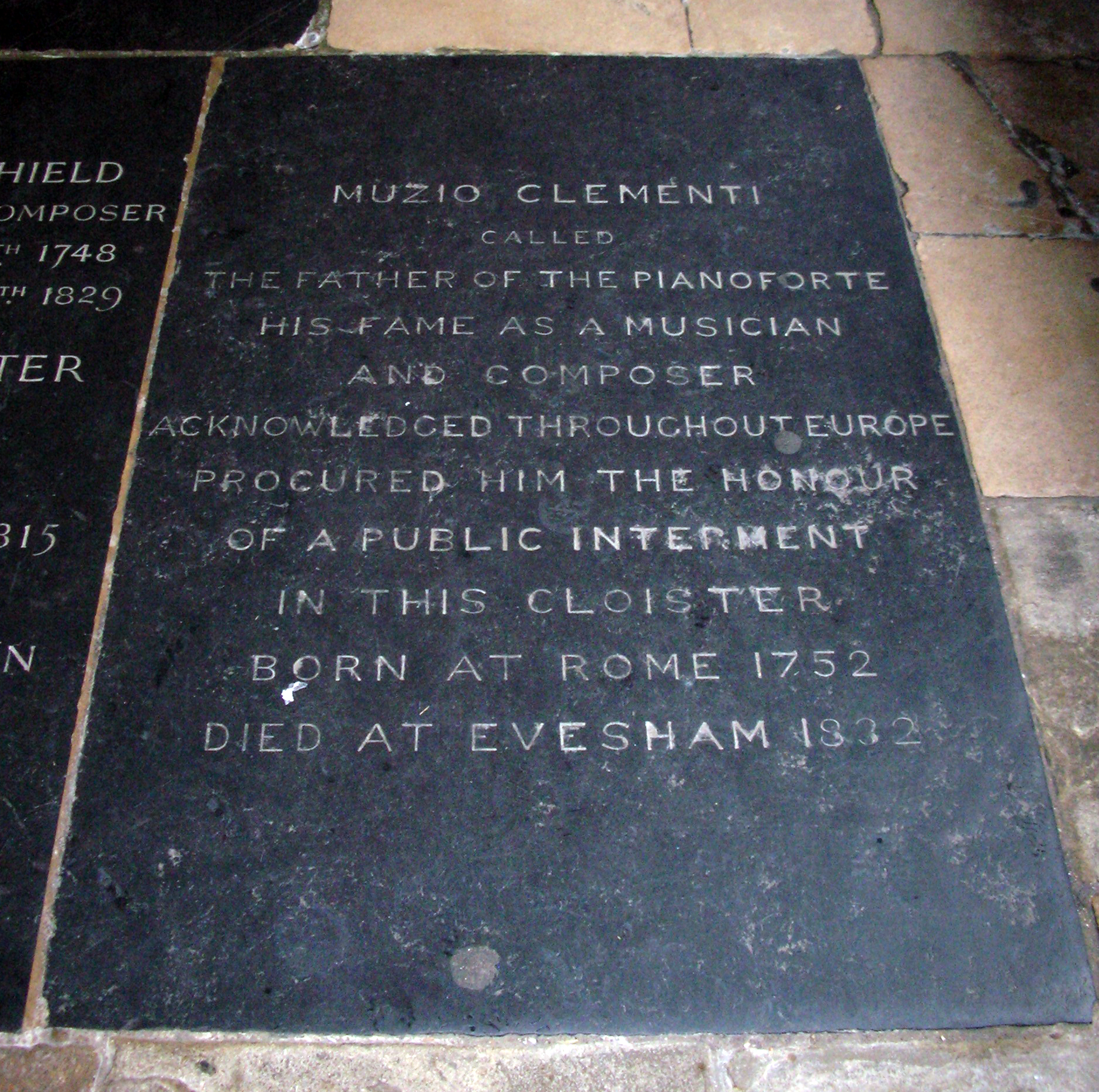
Lápida de Muzio Clementi en la abadía de Westminster.

Evesham y su entorno tienen muy poca industria, y la principal actividad se basa en la agricultura y la horticultura, aunque hay que señalar que durante 25 años (de 1983 hasta 2008, la ciudad fue la sede de Evesham Technology, un gran fabricante y vendedor británico de computadoras.